# Cántico

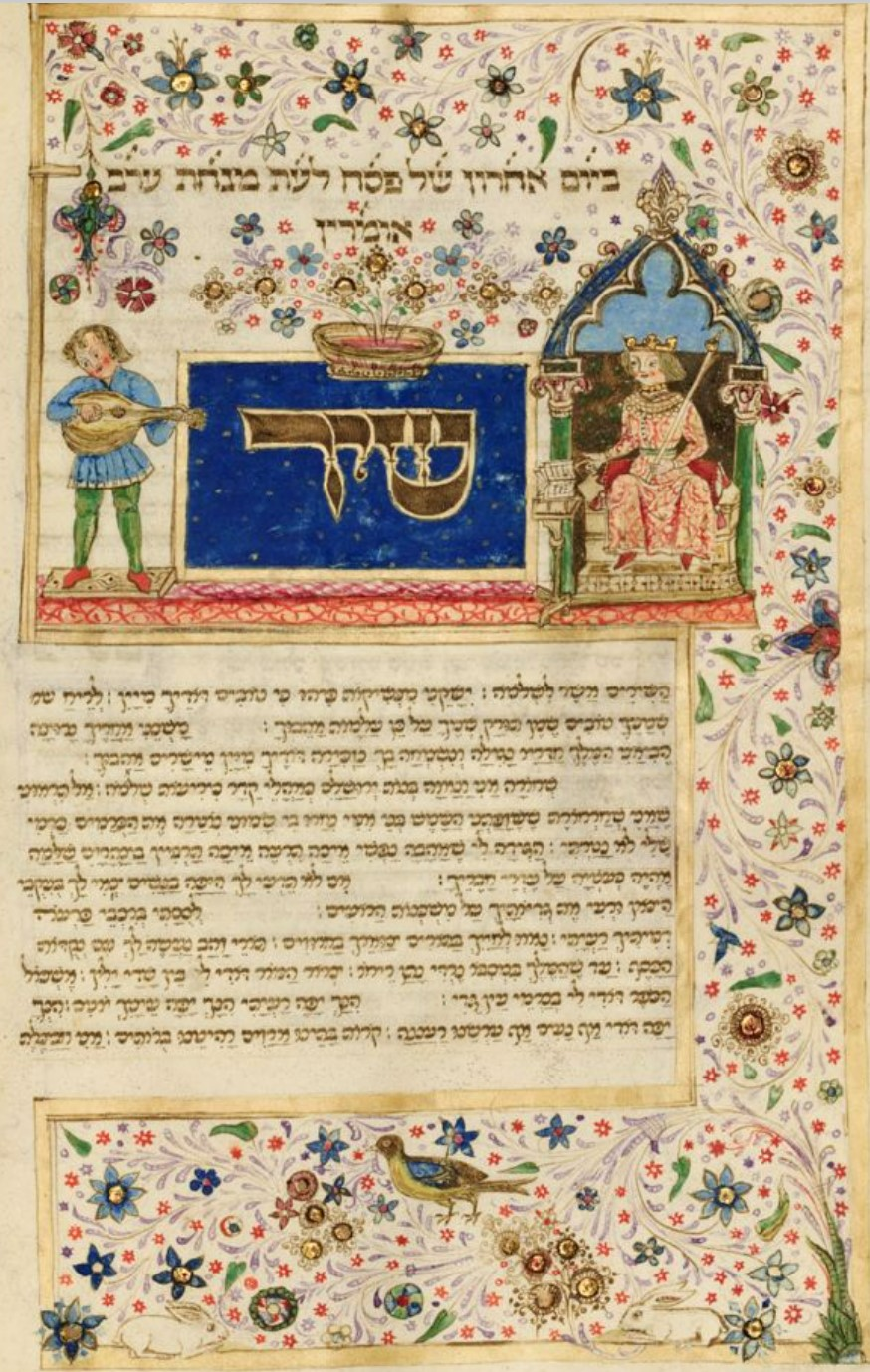
El Cantar de los Cantares

Un cántico es un himno (estrictamente excluye a los Salmos) tomado de la Biblia. El término es a veces usado para incluir a los antiguos himnos no bíblicos como el Te Deum y ciertos salmos usados en la liturgia. También puede incluir a:
- Una canción, especialmente un himno (como en Cantar de los Cantares)
- Un canto o división de un poema

Algunos cánticos bíblicos son:
- Benedicite (Libro de Daniel 3:57-88)
- Benedictus (Evangelio de Lucas 1:68-79)
- Magníficat (Evangelio de Lucas 1:46-55)
- Nunc dimittis (Evangelio de Lucas 2:29-32)